# Something to Talk About
Something to Talk About (titulada Algo de que hablar en España y El poder del amor en Hispanoamérica) es un drama estrenado el 4 de agosto de 1995 en Estados Unidos y el 11 de diciembre del mismo año en España. Protagonizada por Julia Roberts y Dennis Quaid, fue dirigida por Lasse Hallström y escrita por Callie Khouri.

## Argumento
Grace King Bichon (Julia Roberts) es hija de una adinerada y conservadora familia burguesa del sur de Estados Unidos y que lleva una vida tranquila y apacible hasta que descubre que su marido, Eddie Bicho (Dennis Quaid) le ha sido infiel en repetidas ocasiones durante su matrimonio.
Tras este fatídico descubrimiento Grace opta por rebelarse contra todo aquello que le había venido impuesto por la familia y la posición social en la que se había crecido y educado. Pero ello sólo trae consecuencias negativas con su familia, incluidos sus padres Wyly (Robert Duvall) y Georgia (Gena Rowlands), todos ellos no estarán de acuerdo con el nuevo punto de vista que ha adoptado, todos excepto su hermana mayor Emma (Kyra Sedgwick).

## Recepción crítica y comercial
Según la página de Internet Rotten Tomatoes recibió un 35% de comentarios positivos. Destacar el comentario del crítico cinematográfico Fred Topel:

"Horrible comedia romántica. Gran mensaje para las mujeres: Olvida que tu marido te ha sido infiel porque es lo mejor que puedes hacer."
Fred Topel.

Recaudó 50 millones de dólares en Estados Unidos. Sumando las recaudaciones internacionales la cifra asciende a 56 millones. Se desconoce cuál fue el presupuesto invertido en la producción.

## Localizaciones
Something to Talk About se rodó en diversas localizaciones del estado de Carolina del Sur, Estados Unidos.

## Premios
Globos de Oro
| Año  | Categoría               | Persona       | Resultado |
| ---- | ----------------------- | ------------- | --------- |
| 1996 | Mejor actriz de reparto | Kyra Sedgwick | Candidata |

## DVD
Something to Talk About salió a la venta el 20 de octubre de 2001 en España, en formato DVD. El disco contiene menús interactivos, acceso directo a escenas, subtítulos en múltiples idiomas y el tráiler cinematográfico de la producción. En Estados Unidos salió a la venta el 14 de diciembre de 1999, en formato DVD. EL disco contiene menús interactivos, acceso directo a escenas y subtítulos en múltiples idiomas.